# F 1 (1916)
F 1 – włoski okręt podwodny z czasów I wojny światowej i okresu międzywojennego, jedna z 21 zbudowanych dla Regia Marina jednostek typu F. Okręt został zwodowany 2 kwietnia 1916 roku w stoczni FIAT-San Giorgio w La Spezii, a w skład włoskiej marynarki wojennej został wcielony 20 października 1916 roku. Jednostka została wycofana z czynnej służby 2 czerwca 1930 roku.

## Projekt i budowa
Okręty podwodne typu F zostały zaprojektowane przez inż. majora Cesarego Laurentiego jako ulepszenie poprzedniego projektu tego konstruktora – jednostek typu Medusa. Przy zachowaniu wymiarów zewnętrznych i wyporności nowe okręty charakteryzowały się krótszym czasem zanurzania, większą manewrowością w położeniu nawodnym i podwodnym, powiększonym kioskiem, instalacją działa pokładowego, żyrokompasu, dwóch peryskopów i systemu łączności podwodnej Fessenden. Okręty miały konstrukcję dwukadłubową, z kadłubem lekkim ukształtowanym na podobieństwo linii kadłuba torpedowców . Przestrzeń między kadłubem sztywnym a lekkim można było uczynić wodoszczelną poprzez zamknięcie specjalnych odwietrzników: w ten sposób okręty zyskiwały dodatkową rezerwę pływalności, szczególnie przydatną podczas żeglugi po powierzchni w złych warunkach pogodowych .
F 1 zbudowany został w stoczni FIAT-San Giorgio w La Spezii. Stępkę okrętu położono 27 maja 1915 roku, a zwodowany został 2 kwietnia 1916 roku. Motto okrętu brzmiało „Strenue descendes, victor ascendens” (pol. „Schodzę śmiało, wznoszę się zwycięsko”) .

## Dane taktyczno-techniczne
F 1 był niewielkim, przybrzeżnym okrętem podwodnym . Kadłub podzielony był grodziami wodoszczelnymi (wyposażonymi w podwójne drzwi wodoszczelne) na trzy przedziały: dziobowy (mieszczący kubryk marynarzy), przedział z głównym stanowiskiem dowodzenia i siłownią oraz przedział baterii akumulatorów . Długość całkowita wynosiła 45,63 metra, szerokość 4,22 metra i zanurzenie 3,1 metra. Wyporność normalna w położeniu nawodnym wynosiła 262 tony, a w zanurzeniu 319 ton. Okręt napędzany był na powierzchni przez dwa dwusuwowe silniki wysokoprężne FIAT 216 o łącznej mocy 670 KM . Napęd podwodny zapewniały dwa silniki elektryczne Savigliano o łącznej mocy 500 KM. Dwa wały napędowe obracające dwiema śrubami umożliwiały osiągnięcie prędkości 12,5 węzła na powierzchni i 8 węzłów w zanurzeniu. Zasięg wynosił 1300 Mm przy prędkości 9 węzłów w położeniu nawodnym oraz 120 Mm przy prędkości 2,5 węzła w zanurzeniu (lub 800 Mm przy prędkości 12 węzłów w położeniu nawodnym oraz 9 Mm przy prędkości 8 węzłów w zanurzeniu). Zapas paliwa wynosił 12 ton. Energia elektryczna magazynowana była w jednej baterii akumulatorów składającej się z 232 ogniw . Dopuszczalna głębokość zanurzenia wynosiła 40 metrów  .
Okręt wyposażony był w dwie stałe dziobowe wyrzutnie kalibru 450 mm, z łącznym zapasem czterech torped. Uzbrojenie artyleryjskie stanowiło pojedyncze pokładowe działo przeciwlotnicze kalibru 76 mm Armstrong A1914 L/30 oraz karabin maszynowy Colt kalibru 6,5 mm  .
Załoga okrętu składała się z 2 oficerów oraz 24 podoficerów i marynarzy.

## Służba
F 1 został wcielony do służby w Regia Marina 20 października 1916 roku. W grudniu tego roku okręt wszedł w skład Flotylli okrętów podwodnych w Ankonie, pełniąc funkcję jednostki flagowej (dowodził nim kmdr ppor. (wł. capitano di corvetta) Guido Calieri) . W 1917 roku F 1 został przesunięty do Wenecji, a w styczniu 1918 roku znów znalazł się w składzie Flotylli w Ankonie, służąc w niej do końca wojny. Jednostka brała udział zarówno w ofensywnych patrolach na wodach Morza Adriatyckiego na austro-węgierskich szlakach handlowych, jak i w misjach obronnych wzdłuż własnego wybrzeża czy bazy w Wenecji . Podczas działań wojennych załoga F 1 wzięła udział w blisko trzydziestu rejsach bojowych, nie odnotowując w trakcie służby żadnych godnych wzmianki zdarzeń .
Po wojnie jednostka służyła do 1921 roku we Flotylli Weneckiej, a następnie została przeniesiona do Tarentu . W 1925 i w 1926 roku F 1 wziął udział w manewrach morskich . Okręt został skreślony z listy floty 2 czerwca 1930 roku.